# خیرآباد (تفتان جنوبی)
خیرآباد، روستایی از توابع بخش نوک‌آباد شهرستان تفتان در استان سیستان و بلوچستان ایران است.

## جمعیت
این روستا در دهستان تفتان جنوبی قرار دارد و براساس سرشماری مرکز آمار ایران در سال ۱۳۹۵، سکنه آن کمتر از ۳ خانوار بوده‌است.